# Lubomierz
Lubomierz este un oraș în Polonia.